# Psydrax suborbicularis
Psydrax suborbicularis är en måreväxtart som först beskrevs av Cyril Tenison White, och fick sitt nu gällande namn av Sally T. Reynolds och Rodney John Francis Henderson. Psydrax suborbicularis ingår i släktet Psydrax och familjen måreväxter. IUCN kategoriserar arten globalt som sårbar.
Artens utbredningsområde är Papua Nya Guinea. Inga underarter finns listade i Catalogue of Life.